# Ривалство (Код Лиоко)
Ривалство (фр. Rivalité) је пета епизода француске игране и анимиране телевизијске серије Код Лиоко: Еволуција, рађене по серији Код Лиоко, која је такође и пета сезона те серије.

## Опис
Док Од убеђује Џеремија да створи за њега нове способности у Лиоку, појављује се Вилијам. Лиоко ратници ћуте, а Вилијам наглашава да постојање Лиока није за њега тајна и да они не треба да се крију од њега. Након што оде са Јуми да раде на презентацији, питање о његовом поновном окупљању групе ће се појавити поново, али Лиоко ратници не желе да причају о овоме.
Током лекције, Од покушава да разговара са узнемирим Улриком. Он је узрујан због тога што Јуми и Вилијам проводе много времена заједно. Од покушава да смири свог пријатеља, али не може. Јуми и Вилијам завршавају рад на својој презентацији и момак одлази, говорећи да он мора да учи. Ускоро, на Јумино изненађење, он се враћа и хвата је; то није Вилијам, већ спектар који има његов изглед. Улрик и Од, који се налази у близини, интервенишу. Од трчи са Јуми, која се осећа лоше, док Улрик одвраћа спектра.
Џереми и Аелита се придружују остатку у лабораторији. Хероји се виртуелизују у пустињски сектор и суочавају се са тарантулама, које блокирају пут до торња. али то није све. Снимци се појављују право из ведра неба. Јуми пада са свог Овервинга и одмах се девиртуелизује.
На Земљи, Улрик се крије у теретани, где се налази лицем у лице са правом Вилијамом. Уверивши се да није спектар, Улрик објашњава шта се дешава. Вилијам је повређен оним што му нису рекли раније, јер је то још један доказ његовог искључивања из групе. Почиње свађа. Улрик каже да не жели да види Вилијама у тиму. АИзненада, врата иза њих се отварају: клон улази у теретану. У Лиоку, Аелита баца велико енергетске поље које јој помаже да открије невидљиву тарантулу. Од је уништава и иде у торањ, омогућавајући Аелити да се бори против других чудовишта. Он деактивира торањ, уништавајући Вилијамов клон.
Након повратка на Кадик академију, Лиоко ратници немају добре вести: Јуми је изгубила много кодова и Ксена је достигао 75% своје максималне снаге. Али ликови не знају да ће Ксена напасти поново. Активира се торањ у планинском сектору и вирус преузима контролу над телефонском мрежом. Лиоко ратници откривају то када Од, покушавајући да се пробије до своје девојке Елоди, види на екрану свог мобилног телефона Ксенино око.
Ликови се суочавају са проблемом: Од, Аелита и Јуми не могу да се врате у Лиоко тако брзо, али опасно је слати Улрика самог, тако да они одлучују да питају Вилијама да им помогне. Аелита иде у теретану да каже Улрику о томе, али он одбија да иде са Вилијамом. Када Аелита каже Улрику да ће морати да се удружи са Вилијамом, момак постаје бесан, одлази у фабрику и виртуелизује себе, и одлучује да деактивира торањ без помоћи свог „противника”.
Од и Џереми траже Вилијамову помоћ. Иронизирајући ситуацију, он се слаже да иде заједно са њима у фабрику. По доласку у лабораторију, Вилијам запажа да Улрик ради тачно оно што је очекивао: „одлази сам“. Док се Улрик суочава са крабама, Вилијам вози до њега, док ужива у путовању на овербајку. Момак се придружује Улрику и покушава да га изазове у нову свађу. Затим, уместо да помажу једни другима, одлучују да организују такмичење: ко ће уништити више чудовишта. Током борбе, Улрик бива упуцан и клизи до ивице платформе, али хвата ивицу платформе тако да не падне у дигитално море. Вилијам му помаже да изађе, а затим му омогућава да деактивира торањ, док он уништава преостала чудовишта.
Када је торањ деактивиран, Лиоко ратници се враћају у лабораторији. Улрик се извињава због свог односа према Вилијаму, а на крају, Вилијам званично добија дозволу да се врати у групу.

## Емитовање
Ова епизода је премијерно приказана 26. јануара 2013. године на телевизијском каналу „France 3“. У Србији, епизода је премијерно приказана 17. децембра 2013. на каналу ТВ Ултра.